# Margaret Macfarlane

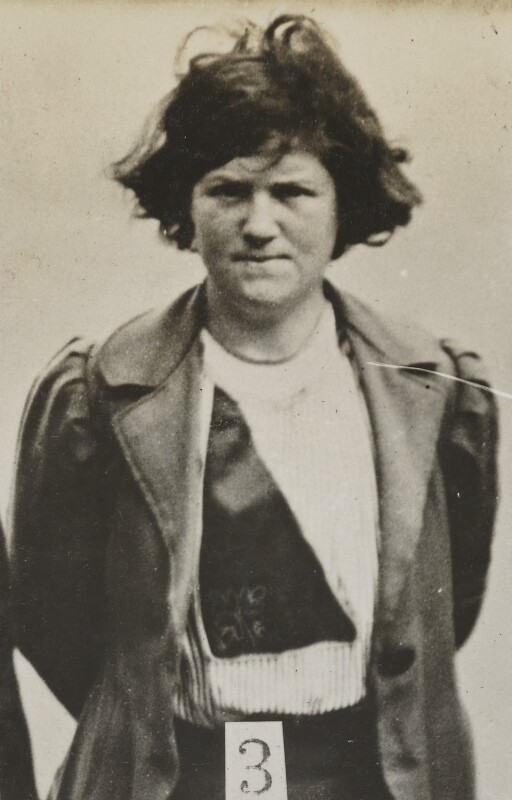
Margaret Macfarlane, ca. 1912

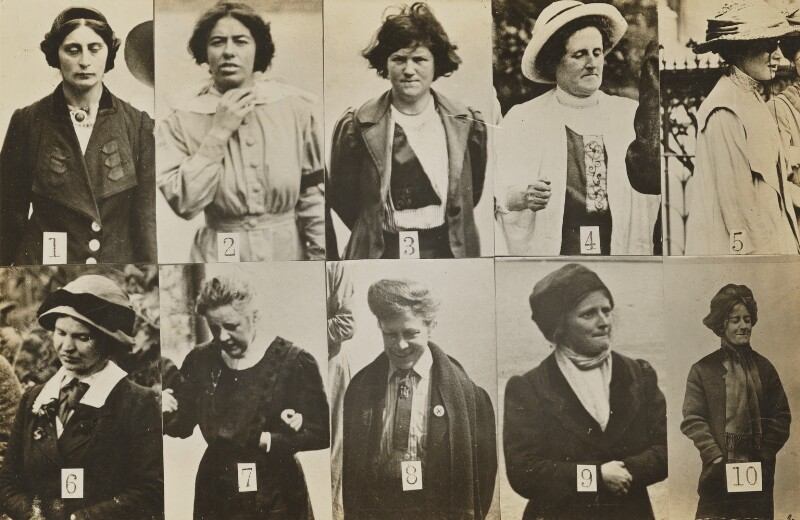
Erkennungsblatt mit zu überwachenden Suffragetten, 1914

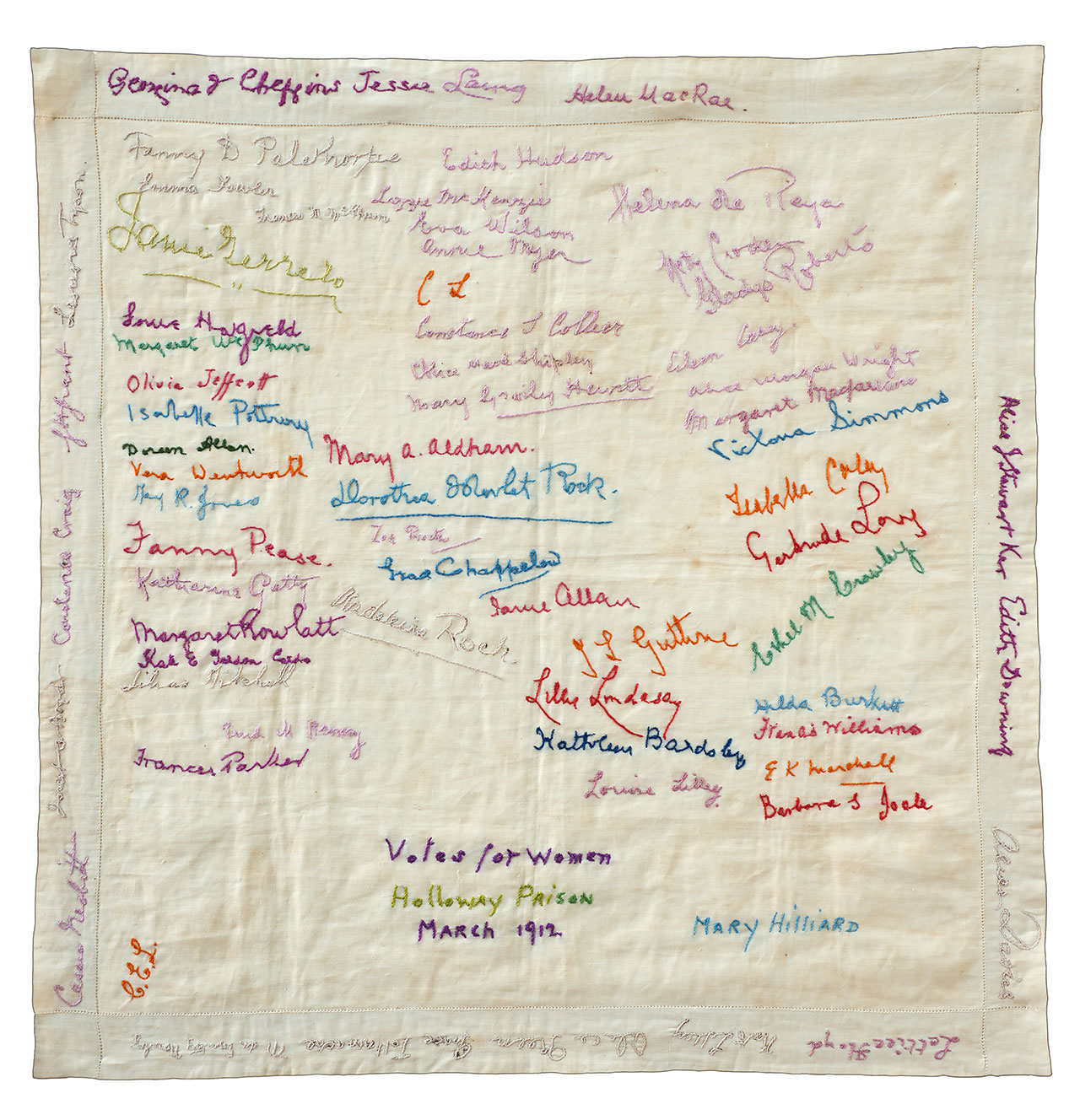
The Suffragette Handkerchief, März 1912, Macfarlane Name rechte Spalte senkrecht, sechster von oben

Margaret Macfarlane (* 1888; † unbekannt) war eine schottisch-britische Suffragette und ehrenamtliche Sekretärin der Women’s Social and Political Union in Dundee und Fife.

## Leben
Über Macfarlanes Lebensdaten und Familie ist wenig bekannt. Sie war ausgebildete Krankenschwester. Mindestens seit 1911 hatte Macfarlane begonnen, sich für das Frauenwahlrecht zu engagieren. Als Emmeline Pankhurst 1911 zu einer Vortragsreise durch Schottland aufbrach, half Macfarlane, eine „überfüllte“ öffentliche Versammlung in St Andrews mitzuorganisieren, die von der Sekretärin des St-Andrews-Zweiges der National Union of Women’s Suffrage Societies (NUWSS) geleitet wurde.
Ihr zunehmend militanteres Eintreten für das Frauenwahlrecht führte im November 1911 im Alter von 23 Jahren zu ihrer Verhaftung in London. Sie wurde angeklagt, im Büro der Hamburg-Amerikanischen Packetfahrt-Actien-Gesellschaft in der Cockspur Street eines der größten Schaufenster Londons im Wert von 104 Pfund eingeschlagen zu haben, und im März 1912 zu vier Monaten Haft im Holloway Prison verurteilt. Macfarlane war eine von 68 Frauen, die ihre Unterschrift oder Initialen auf das von den Gefangenen im Holloway Prision im März 1912 beschriftete sogenannte „Suffragetten-Taschentuch“ setzten.
Macfarlane trat wie andere in den Hungerstreik und wurde bis zu ihrer Entlassung Ende Juni 1912 regelmäßig zwangsernährt. Ihr Gewicht, berichtet sie, sank von ca. 48 kg bei ihrer Einlieferung ins Gefängnis auf ca. 41 kg bei ihrer Entlassung. Später beschrieb sie ihre Erfahrungen mit der Zwangsernährung:

„I was lifted into a chair & tied with a strong sheet to the back of the chair. As far as I can remember, my arms were held on each side on the arms of the chair. There was a wardress with a feeding cup & one behind my chair, making a gag for the mouth with her fingers. Another held my knees. I told them that I would not swallow a drop of the gruel voluntarily. When they found that I did not retain any of the food, the one who was gagging me egged the others on to tickle me, to hold my nose to make me swallow, & to grip me on the throat, which to me is the most cruel. The pressing of the throat to make one swallow gives a fearful feeling of suffocation. When they got my feet up, my head was hanging right over the back of the chair, which added to the choking sensation.“

„Ich wurde auf einen Stuhl gehoben und mit einem starken Tuch an der Stuhllehne festgebunden. Soweit ich mich erinnern kann, wurden meine Arme auf jeder Seite an den Armlehnen des Stuhls gehalten. Eine Wärterin hatte eine Schnabeltasse dabei und eine war hinter meinem Stuhl und machte mit ihren Fingern einen Knebel für meinen Mund. Eine weitere hielt meine Knie fest. Ich sagte ihnen, dass ich nicht einen Tropfen des Breis freiwillig schlucken würde. Als sie feststellten, dass ich nichts von der Nahrung aufnahm, stachelte diejenige, die mich knebelte, die anderen an, mich zu kitzeln, mir die Nase zuzuhalten, um mich zum Schlucken zu bringen, und mich an der Kehle zu packen, was für mich das Grausamste ist. Das Drücken der Kehle, um einen zum Schlucken zu bringen, gibt einem ein schreckliches Gefühl des Erstickens. Als sie meine Füße hochhoben, hing mein Kopf direkt über der Stuhllehne, was das Gefühl des Erstickens noch verstärkte.“

Nach ihrer Entlassung setzte Macfarlane ihre politische Arbeit fort und erschien im Januar 1913 erneut vor Gericht, weil sie ein Fenster des Innenministeriums eingeschlagen und einen Schaden von 2 Pfund angerichtet hatte. Sie wurde zur Zahlung des Schadens und einer Geldstrafe von 40 Schilling verurteilt.
Im Gefängnis wurde Macfarlane fotografiert. Dieses Foto wurde mit anderen, teilweise heimlich aufgenommenen, zu einer Seite zusammengefügt, die Polizisten gezeigt werden konnte, um verdächtige Frauen zu identifizieren. Sie war die Nummer 3 auf einem Blatt, auf dem auch Margaret Scott (1), Olive Hockin (2), Mary Wyan (Mary Ellen Taylor) (4), Annie Bell (5), Jane Short (6), Gertrude Ansell (7), Maud Mary Brindley (8), Verity Oates (9) und Evelyn Manesta (10) abgebildet waren. Diese Erkennungsblätter wurden 1914 in Umlauf gebracht.